# Перитон

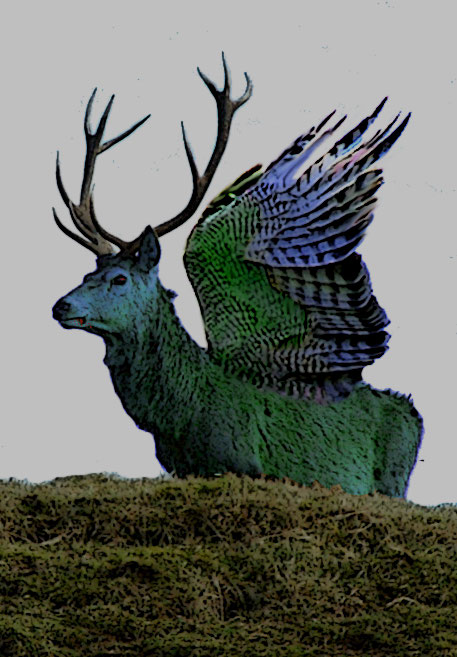

Перитон — вигадана істота, персонаж «Книги вигаданих істот» Хорхе Луїса Борхеса. Могутній летючий олень, порівнянний з грецьким Пегасом.
Також «перитонами» назвали потужні радіосигнали невідомого походження, виявлені 1998 року радіотелескопом Паркса.

## Загальні відомості
Перитон — міфічний летючий олень, згідно з «Книгою вигаданих істот» Борхеса, мав цікаву особливість — він відкидав людську тінь. Тому вважали, що перитон є духом загиблого далеко від дому мандрівника. Вважалося, що крилатих оленів в античні часи часто бачили на островах Середземного моря, в районі Гібралтарської протоки. Вважалося, що перитони харчуються людьми: всім стадом накидалися вони на розгублених моряків і пожирали їх, при цьому захистити не була здатна жодна зброя.

## Сигнали обсерваторії Паркса
На честь перитонів названо дивні потужні радіосигнали, виявлені 1998 року радіотелескопом Паркса. Тривалий час висловлювалися думки про їх можливе позаземне походження. На початку квітня 2015 року продемонстровано процес виникнення «перитонів» внаслідок порушення правил експлуатації двох мікрохвильових печей, розташованих в обсерваторії (на кухні для співробітників і в приміщенні для відвідувачів). За певних положень телескопа і дострокового відкриття дверцят печі, що працює, з імовірністю 1/2 виникав сигнал-перитон.